# Geraldo Moreira
Geraldo Moreira da Silva, conhecido como Geraldo Moreira ( São Francisco do Glória, 29 de novembro de 1954 ) é um político brasileiro.
Foi acusado de mandar matar o namorado de sua ex-mulher, o médico Carlos Alberto Peres Miranda, em 14 de março de 2008.
Em 1998 é eleito Deputado Estadual com mais de 28.000 votos. Em 1999, toma posse como Deputado Estadual do Rio de Janeiro. Eleito por seus pares para a Mesa Diretora da ALERJ, como 2º Vice-Presidente. Seu mandato passa a refletir a preocupação com o ser humano. Seus projetos são: Em 2000 é candidato a prefeito do Município de Duque de Caxias e o seu lema de campanha é "O SER HUMANO EM PRIMEIRO LUGAR". Em 2001 por discordar das orientações partidárias, sai do PDT e filia-se ao PSB. Reeleito, como 2º Vice-Presidente, para a Mesa Diretora da ASSEMBLÉIA LEGISLATIVA DO ESTADO DO RIO DE JANEIRO. Em 2002 é reeleito Deputado Estadual pelo PSB com mais de 40.000 votos! Devido ao seu lema de vida e das suas ações na causa da defesa da cidadania, foi eleito Presidente da Comissão de Defesa dos Direitos Humanos e Cidadania da ALERJ. Em 2007 tomou posse pelo terceiro mandato consecutivo como deputado estadual pelo PMN. 
Foi eleito suplente de deputado estadual em 2014 pelo PTN, para a 11ª Legislatura - 2015–2019, assumindo novamente o mandato no decorrer da legislatura. 
Em 17 de novembro de 2017, se ausentou da votação pela revogação da prisão dos deputados Jorge Picciani, Paulo Melo e Edson Albertassi, denunciados na Operação Cadeia Velha, acusados de integrar esquema criminoso que contava com a participação de agentes públicos dos poderes Executivo e do Legislativo, inclusive do Tribunal de Contas, e de grandes empresários da construção civil e do setor de transporte.